# Syntetisk resa
Syntetisk resa var en serie radioprogram om synthmusik som sändes i Sveriges radio mellan 12 augusti 1987 och 6 september 1988. Programledare var Marina Schiptjenko. Producent (för del 2+4) var Mats Broborg. Ljudtekniker för del 2 var Ann Björkbom, för del 4 Per Gumbel.
Detta är en komplett lista över de låtar som spelades:
| Pilotavsnitt (sänt 12 augusti 1987) | Pilotavsnitt (sänt 12 augusti 1987) | Pilotavsnitt (sänt 12 augusti 1987) |
| ----------------------------------- | ----------------------------------- | ----------------------------------- |
| 1.                                  | Dalek I                             | Happy/This Is My Uniform            |
| 2.                                  | Silicon Teens                       | Sunflight                           |
| 3.                                  | Richard Bone                        | The joy of radiation                |
| 4.                                  | Der Plan                            | Spacebob                            |
| 5.                                  | Silicon Teens                       | TV Playtimes                        |
| 6.                                  | Richard Bone                        | Monstermovie                        |
| 7.                                  | Die Doraus und die Marinas          | Fred von Jupiter                    |
| 8.                                  | Fad Gadget                          | Ricky's hand                        |
| 9.                                  | Lio                                 | Banana split                        |
| 10.                                 | Der Plan                            | Ich bin der Computer                |
| 11.                                 | The Normal                          | T.V.O.D.                            |
| 12.                                 | the Human League                    | Being boiled (Holiday 80)           |
| 13.                                 | Silicon Teens                       | State of shock II                   |
| 14.                                 | The The                             | Untitled                            |
| 15.                                 | Fad Gadget                          | Back to nature                      |

| Del 1 (sänt 16 augusti 1988) | Del 1 (sänt 16 augusti 1988) | Del 1 (sänt 16 augusti 1988) |
| ---------------------------- | ---------------------------- | ---------------------------- |
| 1.                           | Kraftwerk                    | Autobahn (single mix)        |
| 2.                           | Spizzenergi                  | Where's Captain Kirk?        |
| 3.                           | Patrick D. Martin            | I Like 'Lectric Motors       |
| 4.                           | Ultravox                     | Vienna                       |
| 5.                           | Suicide                      | Ghostrider                   |
| 6.                           | Sigue Sigue Sputnik          | Massive Retaliation          |
| 7.                           | Chicory Tip                  | Son of My Father             |
| 8.                           | the Human League             | The Black Hit Of Space       |
| 9..                          | the Buggles                  | Video Killed The Radio Star  |
| 10.                          | Ratata                       | Ögon Av Is                   |
| 11.                          | John Foxx                    | 20th Century                 |
| 12.                          | Fad Gadget                   | Love Parasite                |
| 13.                          | Robert Marlow                | I Just Want To Dance         |
| 14.                          | Lustans lakejer              | Kärlekens nöjen              |
| 15.                          | Landscape                    | Einstein A Go-Go             |
| 16.                          | Gary Numan                   | Metal                        |

| Del 2 (sänt 23 augusti 1988) | Del 2 (sänt 23 augusti 1988) | Del 2 (sänt 23 augusti 1988) |
| ---------------------------- | ---------------------------- | ---------------------------- |
| 1.                           | Plastic Bertrand             | Tout petit la planète        |
| 2.                           | Barbie                       | Prostitution Twist           |
| 3.                           | Silicon Teens                | You Really Got Me            |
| 4.                           | Yazoo                        | Bring Your Love Down         |
| 5.                           | Pete Shelley                 | Homosapien                   |
| 6.                           | Front 242                    | No Shuffle                   |
| 7.                           | Telex                        | Tour de France               |
| 8..                          | Jeanette                     | In the Morning               |
| 9.                           | Camilla motor                | der sauberer                 |
| 10.                          | New Music                    | On islands                   |
| 11.                          | OMD                          | Electricity                  |
| 12.                          | Nitzer Ebb                   | Let your body learn          |
| 13.                          | Die Doraus und die Marinas   | Kleines Stubenmädchen        |
| 14.                          | Naked lunch                  | Rabies                       |
| 15.                          | Poésie Noire                 | Tame                         |
| 16.                          | Cosmic Overdose              | Puppan                       |

| Del 3 (sänt 30 augusti 1988) | Del 3 (sänt 30 augusti 1988) | Del 3 (sänt 30 augusti 1988)         |
| ---------------------------- | ---------------------------- | ------------------------------------ |
| 1.                           | Art Of Noise                 | Close to the (edit)                  |
| 2.                           | Laurie Anderson              | Language is a virus from outer space |
| 3.                           | Flying Lizards               | Dizzy miss Lizzie                    |
| 4.                           | Nick Nicely                  | Hilly fields                         |
| 5.                           | Depeche Mode                 | Photographic (Some bizarre Version)  |
| 6.                           | New Order                    | Hurt                                 |
| 7.                           | Kas Product                  | Pussy X                              |
| 8.                           | Bronski Beat                 | Why                                  |
| 9.                           | Page                         | Vad skall jag hitta på?              |
| 10.                          | Einstürzende Neubauten       | Y gung                               |
| 11.                          | Kate Bush                    | Leave it open                        |
| 12.                          | The Normal                   | Warm leatherette                     |
| 13.                          | Strawberry Switchblade       | Since yesterday                      |
| 14.                          | Portion Control              | Refugee                              |
| 15.                          | Drinking Electricity         | Disco dance                          |
| 16.                          | Sista mannen på jorden       | Egen rymddräkt finnes                |

| Del 4 (sänt 6 september 1988) | Del 4 (sänt 6 september 1988) | Del 4 (sänt 6 september 1988) |
| ----------------------------- | ----------------------------- | ----------------------------- |
| 1.                            | Man Parrish                   | Six simple synthezisers       |
| 2.                            | Erasure                       | Push me shove me              |
| 3.                            | à;GRUMH...                    | Generation                    |
| 4.                            | Eurythmics                    | I could give                  |
| 5.                            | Indochine                     | Canary bay                    |
| 6.                            | Heaven 17                     | Temptation                    |
| 7.                            | Devo                          | Going under                   |
| 8.                            | Laibach                       | Leben heisst leben            |
| 9.                            | Sparks                        | Popularity                    |
| 10.                           | Stahlnetz                     | Wir sind glücklich            |
| 11.                           | The Klinik                    | Outside                       |
| 12.                           | The Assembly                  | Stop/Start                    |
| 13.                           | Yello                         | Bostich                       |
| 14.                           | Cabaret Voltaire              | Over and over                 |
| 15.                           | Ståålfågel                    | En dag på varuhuset           |
| 16.                           | Silicon Teens                 | Sunflight                     |

### Fotnoter
1. ↑  ”SR, P3 1987-08-12”. Sveriges radio P3. 12 augusti 1987. https://smdb.kb.se/catalog/id/001945513. Läst 23 september 2018.
2. ↑  ”SR, P3 1988-09-06”. Sveriges radio P3. 6 september 1988. https://smdb.kb.se/catalog/id/001946323. Läst 23 september 2018.